# Kronan Cykel

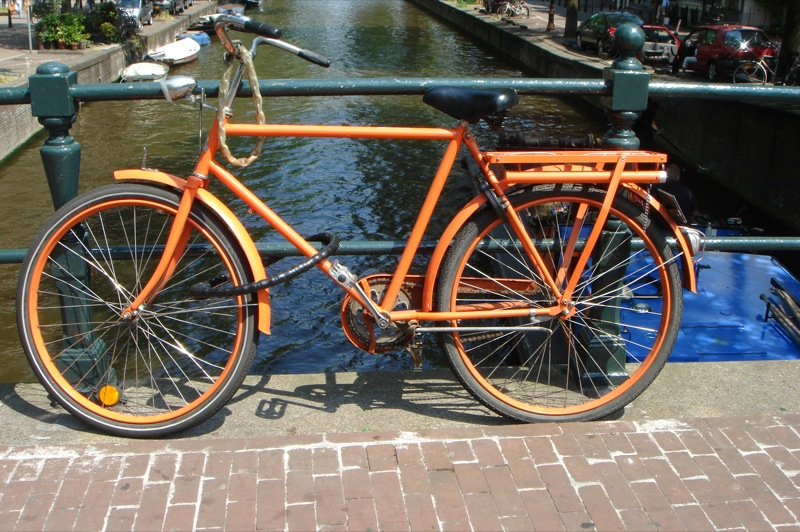
Orange Kronan cykel i herrmodell i Amsterdam.

Kronan Cykel är ett svenskt företag som grundades i juni 1997 av Johan Wahlbäck och bröderna Henrik och Martin Avander. Hösten 2003 köptes företaget av familjen Brunstedt. Sedan 2020 ägs varumärket Kronan av Spobik AB.  

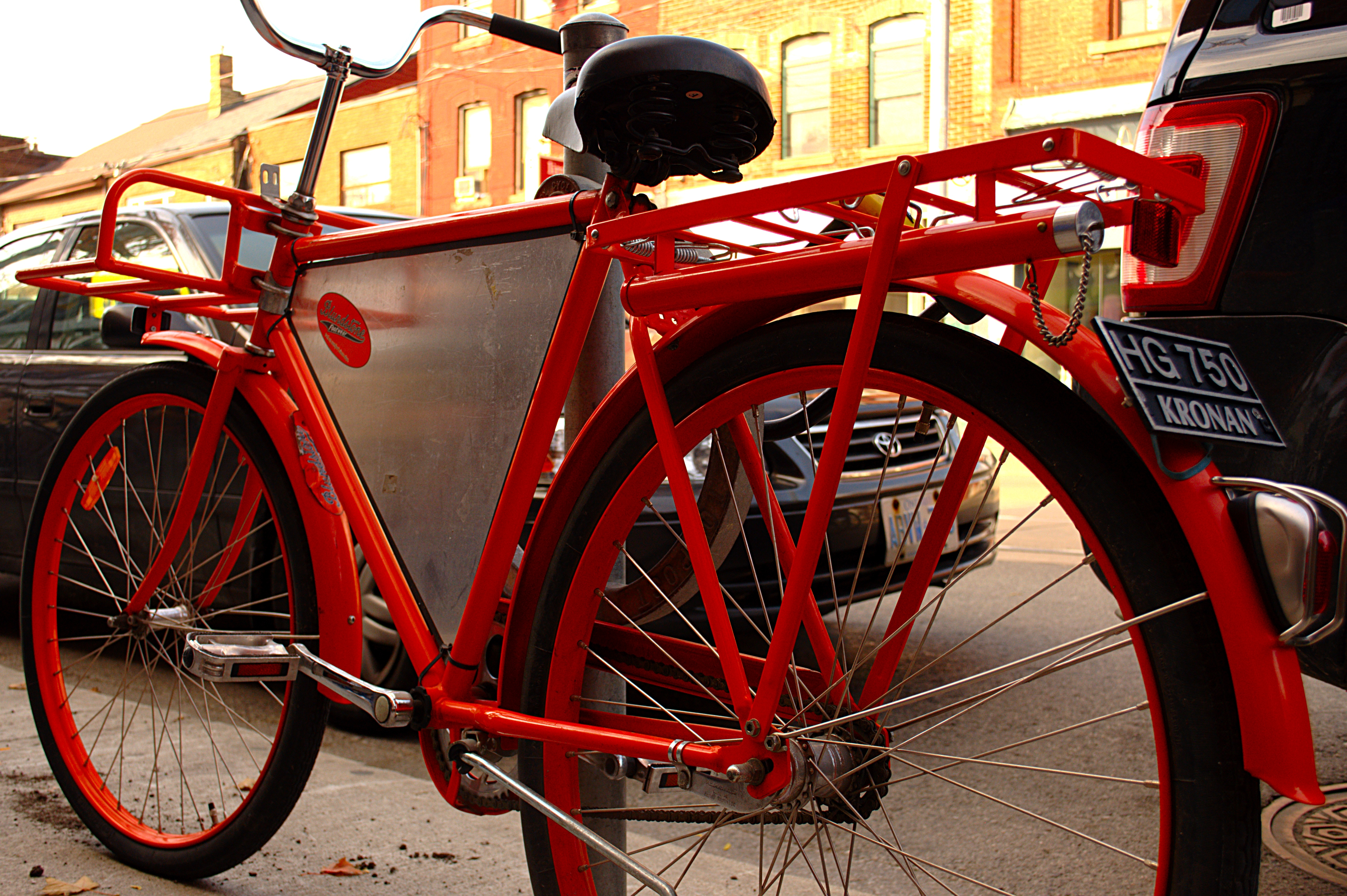
Röd Kronan cykel, packcykelmodell, i Toronto.

Under 1970-talet började svenska staten (Kronan) sälja sina lager av äldre militärcyklar. De blev populära som billiga och pålitliga transportmedel, speciellt bland studenter. Det upptäckte studenten Johan Wahlbäck, som började sälja de här cyklarna i Uppsala. Tillsammans med bröderna Avander grundade han sedan företaget Kronan Cykel 1997. Efter att ha sålt slut på de cirka 10 000 överskottscyklarna från försvaret tog de fram en nytillverkad moderniserad kopia av cykelmodellen m/42 från 1942. De köpte originalritningen av försvaret och skickade iväg såväl den som en beställning till en OEM-tillverkare i Taiwan. Sedan dess har Kronans cyklar blivit en modern klassiker. Försvarets ritningar är förfinade, men idén är fortfarande densamma: en robust och rejäl cykel, som ska vara bekväm att cykla på.
Nu finns Kronans cyklar som barn-, herr-, dam- och elcykel. De finns i flera olika färger och med växlar. Alla modeller säljs utan mellanhänder på Kronan.com.
2005 lanserades Kronan Barnvagn, som finns både som duovagn och sulky. Precis som för Kronan Cykel sker försäljningen direkt till slutkund. Samma år lanserades även en lastcykel, med frontmonterad korg och med ett framhjul under som har mindre diameter än bakhjulet.